# Municipalité de Poanas
Poanas est une des 39 municipalités de l'État de Durango, au Mexique. Son chef-lieu est Villa Union.
Son nom viendrait du mot náhuatl "Ylapohuana" qui signifie mère des saules.

## Localisation
Elle se localise dans le sud-est de l'état. Elle est voisine des municipalités de Guadalupe Victoria et Cuencamé au nord, Vicente Guerrero au sud, de Durango et Nombre de Dios à l'ouest et de l'État de Zacatecas à l'est.
Elle est située à 1 900 mètres d'altitude.

## Démographie
La population de la municipalité de Poanas est de 29 466 habitants selon le recensement de 2005. La population de 0-14 ans est de 7 429 habitants; de 15-64 ans elle est de 13 973 habitants; de 65 ans et plus elle est de 2 029 habitants

### Localités
18 localités sont situées dans la municipalité de Poanas. 17 surpassent les 200 habitants et seulement une seule les 15 000 habitants.
| Localité                     | Habitants |
| ---------------------------- | --------- |
| Villa Union                  | 16 925    |
| La Villita de San Atenógenes | 3 205     |
| Cieneguilla                  | 2 186     |
| Los Angeles                  | 2 032     |
| La Joya                      | 1 903     |